# Tour du Maroc
Le Tour du Maroc est une compétition cycliste à étapes qui fait partie de l'UCI Africa Tour en catégorie 2.2. La première édition prit le départ en 1937 et fut remportée par l'Espagnol Mariano Cañardo.
Jusqu'en 1955, le Tour du Maroc est une compétition s'adressant aux coureurs professionnels. L'édition de l'année 1957 est nommée « Petit Tour du Maroc ». Ouvert aux coureurs « indépendants » quand cette catégorie existait, le Tour du Maroc est ouvert aux coureurs amateurs après 1964. Il se dispute alors par équipes nationales. Les différents Tour du Maroc des années 1960 sont marqués par l'omniprésence de Mohamed El Gourch, qui remporte de nombreuses étapes et termine trois fois à la première place finale. Au tournant des années 1970 l'épreuve marocaine devient un des terrains de « mise en forme » des coureurs des Pays de l'Est européen, et ne correspond pas à l'état réel du cyclisme marocain, d'où n'émerge que Mustafa Nejari. Le tour est disputé tous les deux ans. Les coureurs de l'URSS enregistrent 5 victoires individuelles.
La compétition, dont l'organisation est interrompue pendant la dernière décennie du XXe siècle, à une exception près, reprend à partir de 2001. Depuis quarante ans, les coureurs cyclistes locaux n'avaient jamais pu triompher sur leur terrain jusqu'à la victoire de Mouhssine Lahsaini en 2011.
L'édition 2020 est annulée en raison de la pandémie de maladie à coronavirus.

## Palmarès
| Année     | Vainqueur                   | Deuxième              | Troisième              |
| --------- | --------------------------- | --------------------- | ---------------------- |
| 1937      | Mariano Cañardo             | Antonio Prior         | Nello Troggi           |
| 1938      | Mariano Cañardo             | Louis Aimar           | Ahmed Djelalhli        |
| 1939      | Oreste Bernardoni           | François Adam         | Julián Berrendero      |
| 1940-1948 | Pas de course               | Pas de course         | Pas de course          |
| 1949      | André Brulé                 | Pierre Brambilla      | Albert Dolhats         |
| 1950      | Olimpio Bizzi               | Adolphe Deledda       | Roger Pontet           |
| 1951      | Attilio Redolfi             | Gino Sciardis         | Kléber Piot            |
| 1952      | Franco Giacchero            | Marcel Huber          | Maurice Blomme         |
| 1953      | Hilaire Couvreur            | Ugo Anzile            | Lucien Teisseire       |
| 1954      | Marcel Huber                | Siro Bianchi          | Louis Caput            |
| 1955      | Jean Adriaensens            | François Mahé         | Georges Meunier        |
| 1957      | Francis Anastasi            | Carmelo Morales       | Armand Di Caro         |
| 1959      | André Bar                   | Stéphane Lach         | Mohamed El Gourch      |
| 1960      | Mohamed El Gourch           | Robert Aubry          | Pierre Tymen           |
| 1964      | Mohamed El Gourch           | Jozef Timmerman       | Antonio Tous           |
| 1965      | Mohamed El Gourch           | Abderahmane Farak     | Pierre Campagnaro      |
| 1967      | Gösta Pettersson            | Mohamed El Gourch     | Erik Pettersson        |
| 1968      | Curt Söderlund              | Gabriel Moiceanu      | Mohamed El Gourch      |
| 1969      | Abderahmane Farak           | Walter Bürki (de)     | Mohamed El Gourch      |
| 1971      | Claude Magni                | Zbigniew Górski (pl)  | Zdristan Budek         |
| 1972      | Valeri Likhatchev           | Fedor den Hertog      | Anatoli Starkov        |
| 1974      | Andres Jacobson             | Alexandre Yudine      | Alexandre Gussiatnikov |
| 1976      | Viktor Panchenkov           | Aavo Pikkuus          | Vikenti Basko          |
| 1981      | Ladislav Ferebauer          | Mustapha Nejjari (de) | Jiří Škoda             |
| 1983      | Andreas Petermann           | Falk Boden            | Mustapha Nejjari (de)  |
| 1985      | Marat Ganeïev               | Poloni                | Zdzisław Komisaruk     |
| 1987      | Artūras Kasputis            | Vassili Schpundov     | Ivan Romanov           |
| 1988-1992 | Pas de course               | Pas de course         | Pas de course          |
| 1993      | Régis Simon                 | Youri Sourkov         | Oleg Pankov            |
| 1994-2000 | Pas de course               | Pas de course         | Pas de course          |
| 2001      | Nathan Dahlberg (en)        | Fortunato Baliani     | Marcin Lewandowski     |
| 2002-2003 | Pas de course               | Pas de course         | Pas de course          |
| 2004      | Jeremy Maartens             | Marcin Sapa           | Ilya Krestyaninov      |
| 2005      | Pas de course               | Pas de course         | Pas de course          |
| 2006      | Ján Šipeky                  | Alexeï Bauer          | Vassili Katuntsev      |
| 2007      | Nicholas White              | Neil McDonald         | Waylon Woolcock        |
| 2008      | Alexey Shchebelin           | Sławomir Kohut        | Ian McLeod             |
| 2009      | Alexandr Dymovskikh         | Bartłomiej Matysiak   | Ioánnis Tamourídis     |
| 2010      | Dean Podgornik              | Valery Kobzarenko     | Radoslav Rogina        |
| 2011      | Mouhssine Lahsaini          | Daryl Impey           | Johann Rabie           |
| 2012      | Reinardt Janse van Rensburg | Adil Jelloul          | Ivaïlo Gabrovski       |
| 2013      | Mathieu Perget              | Maroš Kováč           | Andrey Mizurov         |
| 2014      | Julien Loubet               | Mouhssine Lahsaini    | Alessandro Mazzi       |
| 2015      | Tomasz Marczyński           | Vladimir Gusev        | Anass Aït El Abdia     |
| 2016      | Stefan Schumacher           | Patrik Tybor          | Alessandro Malaguti    |
| 2017      | Anass Aït El Abdia          | Christopher Jones     | Désattribué,           |
| 2018      | David Rivière               | Alexey Vermeulen      | Nikodemus Holler       |
| 2019      | Laurent Evrard              | Edmund Bradbury       | Louis Pijourlet        |
| 2020-2023 | Pas de course               | Pas de course         | Pas de course          |
| 2024      | Axel Narbonne-Zuccarelli    | Jonathan Couanon      | Natnael Berhane        |

## Statistiques
| Victoires | Coureur           | Pays    | Années             |
| --------- | ----------------- | ------- | ------------------ |
| 3         | Mohamed El Gourch | Maroc   | 1960, 1964 et 1965 |
| 2         | Mariano Cañardo   | Espagne | 1937 et 1938       |

| Victoires | Pays |
| --------- | --- |
| 10        | France |
| 5         | Maroc Union soviétique |
| 4         | Belgique |
| 3         | Afrique du Sud |
| 2         | Espagne Italie Suède |
| 1         | Allemagne Allemagne de l'Est Kazakhstan Lituanie Nouvelle-Zélande Pologne Russie Slovaquie Slovénie Suisse Tchécoslovaquie |